# 南方梁龍屬
南方梁龙（属名：Australodocus，意为“南方横梁”，取自拉丁语australis〔南方的〕及希腊语dokos／δοκоς〔横梁〕）是蜥脚类恐龙的一个属，生存于大约1.5亿年前的晚侏罗世，分布泛围相当于现在的坦桑尼亚林迪区。尽管以前曾归入梁龙科，但近期研究显示它可能是种巨龙形类。

## 发现与命名

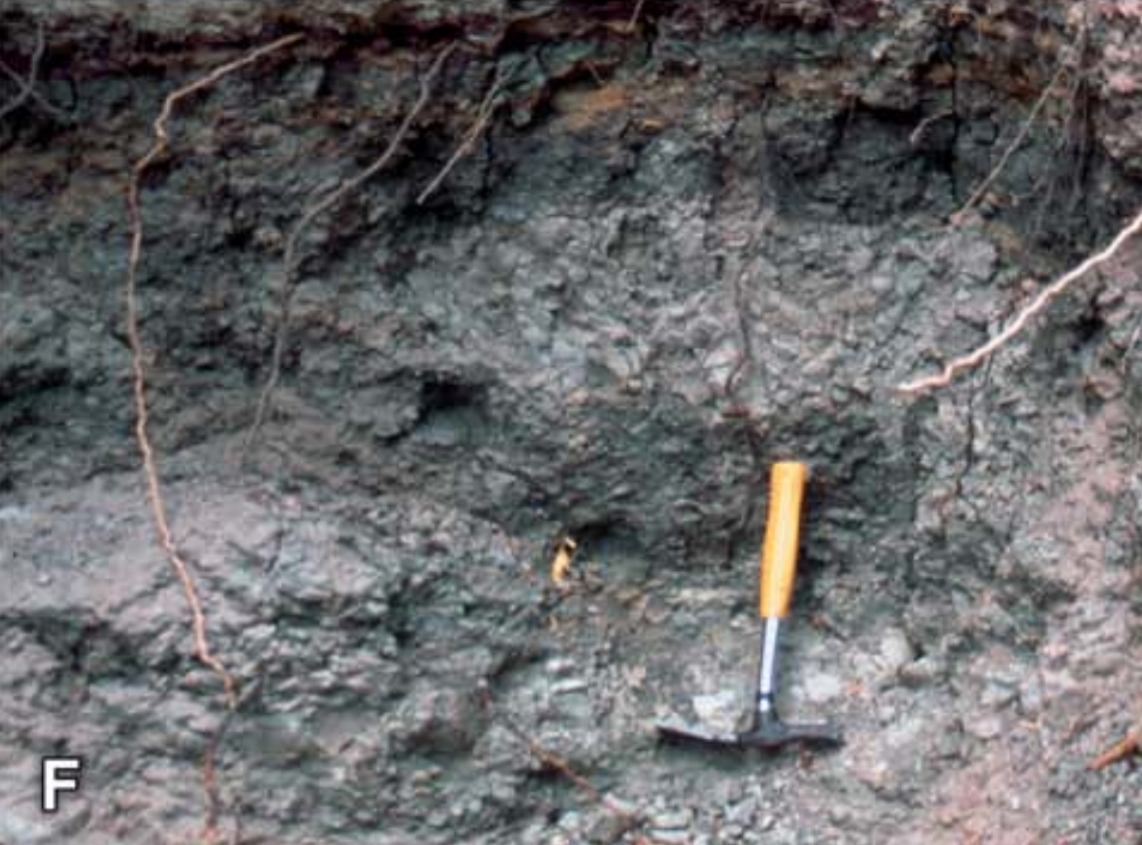
上恐龙段是发现正模标本的敦达古鲁组的一层

南方梁龙遗骸于1909年在坦桑尼亚敦达古鲁组的上恐龙段（Upper Dinosaur Member）发现，该地层是许多侏罗纪恐龙的沃土，包括几种大型蜥脚类如长颈巨龙、旺韦拉尾龙、詹尼斯龙、敦达古鲁龙和拖尼龙。南方梁龙本身是根据两节颈椎所命名，该颈椎比其它梁龙科更短，在其它解剖特征上也存在差异。这些椎骨原为沃纳·詹尼斯带领的1909年探险队收集的四节椎骨的一部分，但正如德国远征队在非洲收集的其它化石一样，其余骨骼已于二战期间被毁。2007年对遗存骨骼的描述增加了敦达古鲁蜥脚类及梁龙科的已知多样性。
属名指南方梁龙最初被视为梁龙的南方（冈瓦纳古陆）近亲。种名纪念当地船员主管兼首席标本制备者波赫提·宾·阿姆兰尼（Boheti bin Amrani），对首次挖掘坦桑尼亚遗址的德国探险队做出了重要贡献。

## 分类
南方梁龙最初被描述为一种梁龙科，因为部分椎骨上具有分叉神经棘，而此特征通常与梁龙科蜥脚类有关。然而，约翰·惠洛克（John Whitlock）和同事后来的几项研究发现该属实际上是蜥脚类演化支巨龙形类的一员，可能与腕龙关系更近。与莫里逊组的众多梁龙科相比，敦达古鲁组环境中存在更多大鼻龙类，可能是由之前已知的环境差异引起：敦达古鲁组以针叶林为主导，莫里逊组则以长有低摄食量植物群的开阔平原为主导。。乔普等人（2015年）将南方梁龙归入梁龙科的梁龙亚科，与超龙和迪涅鲁龙（可能是前者的异名）关系密切，但也强调在枝序分析中使用的巨龙形类分类单元数量较少，导致该分类无法维持，因为南方梁龙与巨龙形类的多孔椎龙类皆拥有多孔椎骨内部结构。曼尼翁等人（2019年）根据颈椎内部结构的多孔椎骨特征，发现南方梁龙是种非泰坦巨龙类多孔椎龙类，认为它可能是种盘足龙科。

## 体型
格雷戈里·保罗2010年估计其长约17（56英尺）、体重仅有4,000（8,800英磅）。